# Lonche
Lonche (in sloveno Loka, in tedesco Lonche) è un paese di 85 abitanti della Slovenia, frazione del comune di Capodistria.
La località, che si trova a 161,6 metri s.l.m. e a 12,2 chilometri dal confine italiano, è situata sulla sponda destra del fiume Risano.
 
L'insediamento (naselje) è anche costituito dagli agglomerati di Mostičje e Žgani.
Il borgo, di origine romana, si trova 1 km a est della fonte del Risano, sulla strada che da Predlocca porta a Popecchio; è uno dei villaggi sgranati a collana sul pendio sottostante il ciglione carsico che da San Servolo corre fin oltre Pinguente.

Nel 1067 il villaggio, conosciuto col nome di Lounca, fu donato dall'imperatore Enrico IV al vescovo di Frisinga, anno in cui Urlico I era marchese d'Istria. Esso poi diventò fin dal 1400 possedimento di famiglie nobili di Capodistria.

Il villaggio venne distrutto nel 1615 dagli Uscocchi, alleati degli Austriaci, che qui compirono barbarie di ogni genere.

La chiesa di Santa Cecilia (Sv. Cecilija) e il paese vennero bruciati per rappresaglia dai tedeschi nel 1943.

Una volta Lonche, Predlocca e Besovizza costruivano un'unica parrocchia e ora la chiesa di S. Giovanni Battista di Predlocca, ben più importante, è la sede parrocchiale di tutti e tre i paesi.
Durante il dominio asburgico Lonche fu comune autonomo.

## Alture principali
M.te Ravan (Loško brdo), 168 m.

## Corsi d'acqua
fiume Risano (Rižana)